# Epeolus alpinus
Epeolus alpinus là một loài Hymenoptera trong họ Apidae. Loài này được Friese mô tả khoa học năm 1893.